# Sabana Grande de Boyá
Sabana Grande de Boyá – miasto w Dominikanie, w prowincji Monte Plata.